# Bougainvillea
Die Bougainvillea, auch Bougainville, Bougainvillée, Bougainvillier oder Drillingsblume genannt, ist eine Pflanzengattung, die zur Familie der Wunderblumengewächse (Nyctaginaceae) gehört. Die 10 bis 18 Bougainvillea-Arten stammen ursprünglich aus Südamerika. Die Züchtungen gedeihen in allen subtropischen Gebieten bis in das südliche Mittelmeergebiet.

## Beschreibung
Bougainvillea-Arten sind verholzende Pflanzen, selten Kletterpflanzen, meist Sträucher oder kleine Bäume. Die Sprossachsen können unbehaart oder behaart und oftmals mit Dornen besetzt sein.  Diese dienen den Pflanzen als Kletterhilfe. Die wechselständig angeordneten, gestielten Laubblätter sind einfach mit eiförmiger bis elliptisch-lanzettlicher Blattspreite. Nebenblätter fehlen.
In den seitenständigen zymösen Blütenständen stehen meist nur drei Blüten auf drei großen, auffällig gefärbten Hochblättern. Daher wird die Pflanze auch Drillingsblume genannt. Die Mittelrippe des eiförmigen Hochblattes ist mit dem Blütenstiel verwachsen. Die zwittrigen Blüten sind radiärsymmetrisch. Die fünf bis sechs Blütenhüllblätter sind trichterförmig verwachsen. Der Querschnitt der Röhre ist rund oder fünfkantig. Der Saum ist schmal und besteht aus fünf bis sechs kurzen Zipfeln, die nach innen gefaltet und gefächert sind. 
Die fünf bis zehn Staubblätter ragen nicht aus der Blütenröhre heraus. Die haarförmigen, etwas ungleich langen Staubfäden sind an der Basis verwachsen und dort keilförmig verbreitert. Die Staubbeutel sind paarig wachsen. Der Fruchtknoten ist gestielt, spindelförmig und seitlich leicht eingedrückt. Der nicht über die Blütenröhre hinaus ragende Griffel ist kurz, fadenförmig und gerade oder leicht gebogen und ist zumindest an einem Teil mit Papillen besetzt. 
Der Anthocarp genannte Fruchtstand (Scheinfrucht, Frucht mit bleibender Blütenhülle und Hochblättern) ist spindelförmig, häutig und fünfrippig. Der Embryo im Samen ist hakenförmig.

## Name, Systematik und Verbreitung

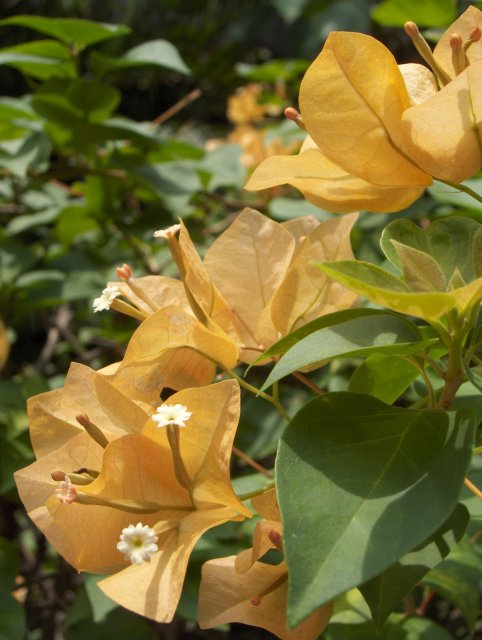
Blütenstände mit drei gelben Hochblättern und drei Blüten mit weißem Blütensaum

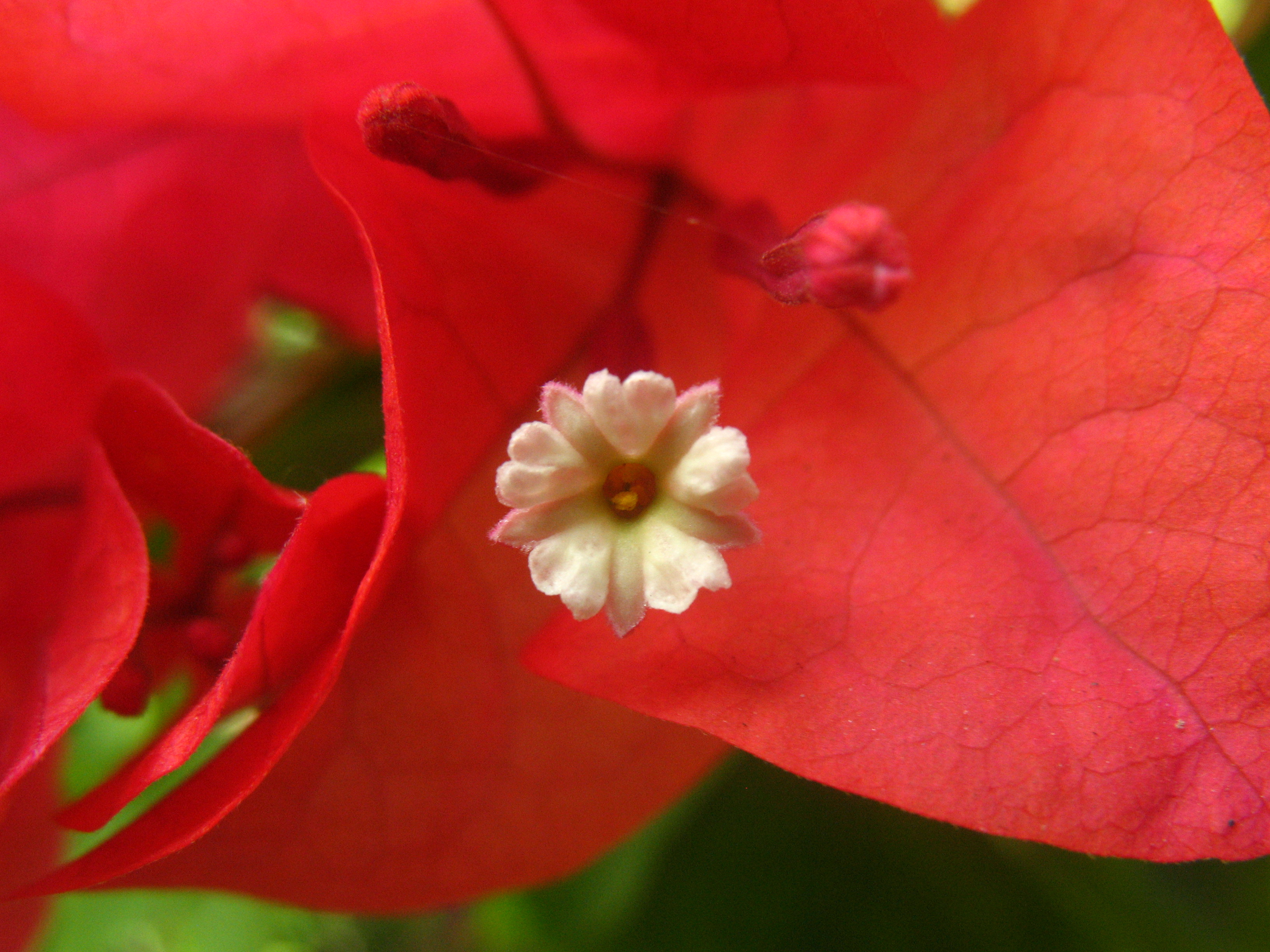
Torch Glow, Thiruvananthapuram

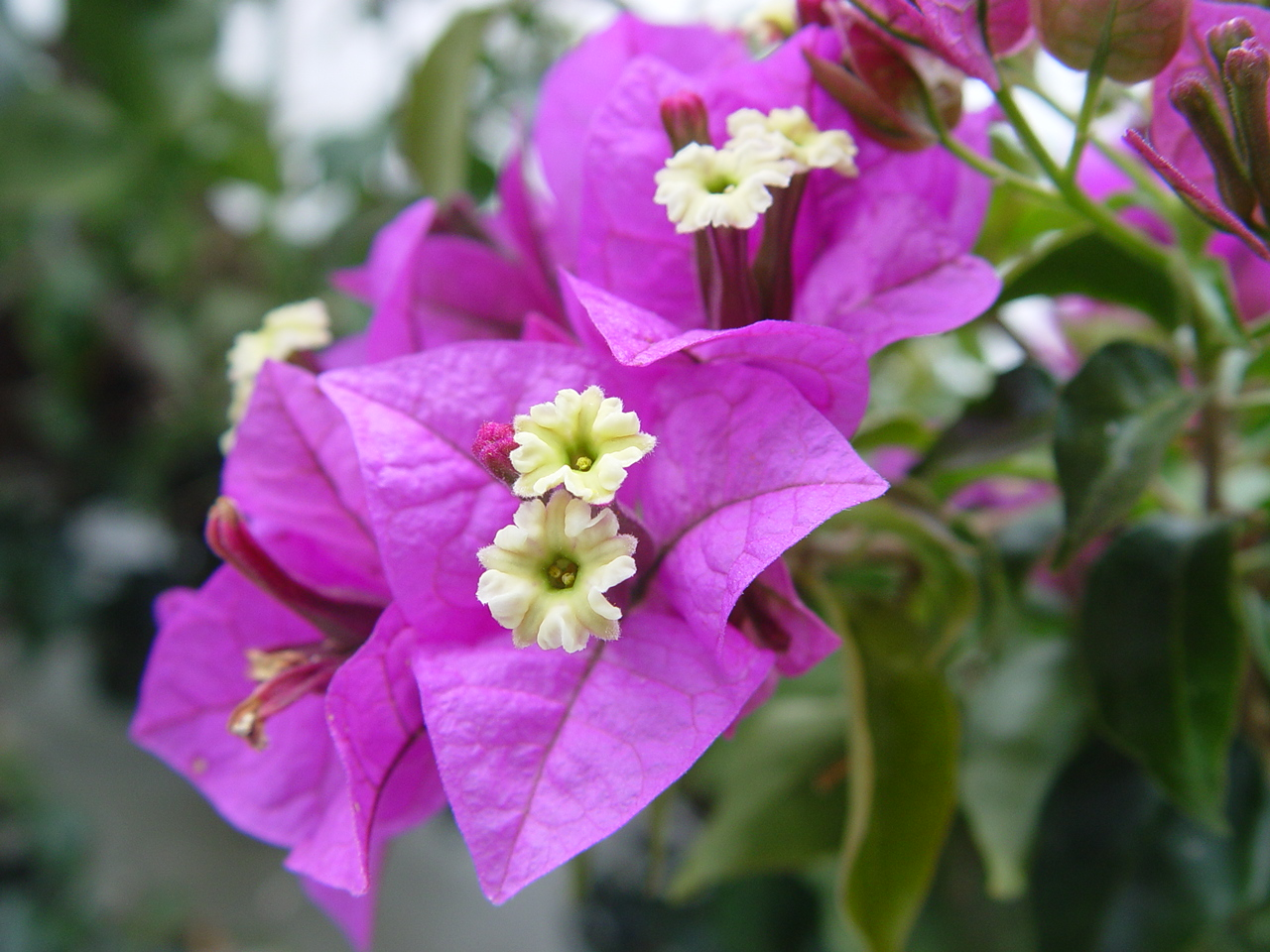
Kahle Drillingsblume (Bougainvillea glabra)

Die Gattung Bougainvillea wurde  1789 durch Philibert Commerson in Antoine Laurent de Jussieu: Genera Plantarum, S. 91 aufgestellt; der Name ehrt den französischen Seefahrer und „Entdecker“ Louis Antoine de Bougainville, nach dem auch die Insel Bougainville (Salomonen) benannt ist.
Ein Synonym für Bougainvillea Comm. ex Juss. ist Tricycla Cav.; das südamerikanische Verbreitungsgebiet der Gattung erstreckt sich von den ecuadorianischen Anden bis über das mittlere Brasilien hinaus.
In Europa eingeführt wurde die Art aus Ägypten durch den international erfolgreichen und ausgezeichneten deutschen Gärtnermeister und Züchter Karl Ruser.
Es gibt 10 bis 15 oder bis zu 18 Bougainvillea-Arten:
- Bougainvillea berberidifolia Heimerl: Bolivien.[10][8]
- Bougainvillea campanulata Heimerl: Bolivien bis nördliches Argentinien.[10][8]
- Bougainvillea fasciculata Brandão: Sie kommt nur im brasilianischen Bundesstaat Minas Gerais vor.[9]
- Kahle Drillingsblume (Bougainvillea glabra Choisy (Syn.: Bougainvillea spectabilis var. glabra (Choisy) Hook.)): Östliches und südliches Brasilien.[10][7][5][11][8][9]
- Bougainvillea herzogiana Heimerl: Bolivien.[10][8]
- Bougainvillea infesta Griseb.: Bolivien bis Argentinien.[10]
- Bougainvillea lehmanniana Heimerl: Ecuador.[10]
- Bougainvillea malmeana Heimerl: Sie kommt nur im brasilianischen Bundesstaat Minas Gerais vor.[9]
- Bougainvillea modesta Heimerl: Bolivien.[10][8]
- Bougainvillea pachyphylla Heimerl ex Standl.: Peru.[10][7]
- Bougainvillea peruviana Bonpl.: Ecuador bis Bolivien.[10][7][12]
- Bougainvillea pomacea Choisy: Nordöstliches Brasilien.[10]
- Bougainvillea praecox Griseb.: Bolivien bis Brasilien und nördliches Argentinien.[10][8][9]
- Bougainvillea rubriflora Brandão: Sie kommt nur im brasilianischen Bundesstaat Minas Gerais vor.[9]
- Bougainvillea spectabilis Willd. (Syn.: Bougainvillea peruviana Nees & Mart., Bougainvillea speciosa Schnizl., Bougainvillea bracteata Pers., Bougainvillea brasiliensis Wied-Neuw.): Östliches und südliches Brasilien.[10][7][8][12][9]
- Bougainvillea spinosa (Cav.) Heimerl: Peru bis Argentinien.[10][7][8]
- Bougainvillea stipitata Griseb. (Syn.: Bougainvillea infesta Griseb., Bougainvillea longispinosa Rusby): Bolivien bis Brasilien und nördliches Argentinien.[10][8]
- Bougainvillea trollii Heimerl: Bolivien.[10][8]
- Bougainvillea ×buttiana Holttum & Standl.: Diese Naturhybride entstand in Brasilien aus Bougainvillea peruviana × Bougainvillea glabra.[5][11]

Es gibt auch Hybriden, an denen sowohl Bougainvillea glabra als auch Bougainvillea spectabilis beteiligt sind.

## Nutzung

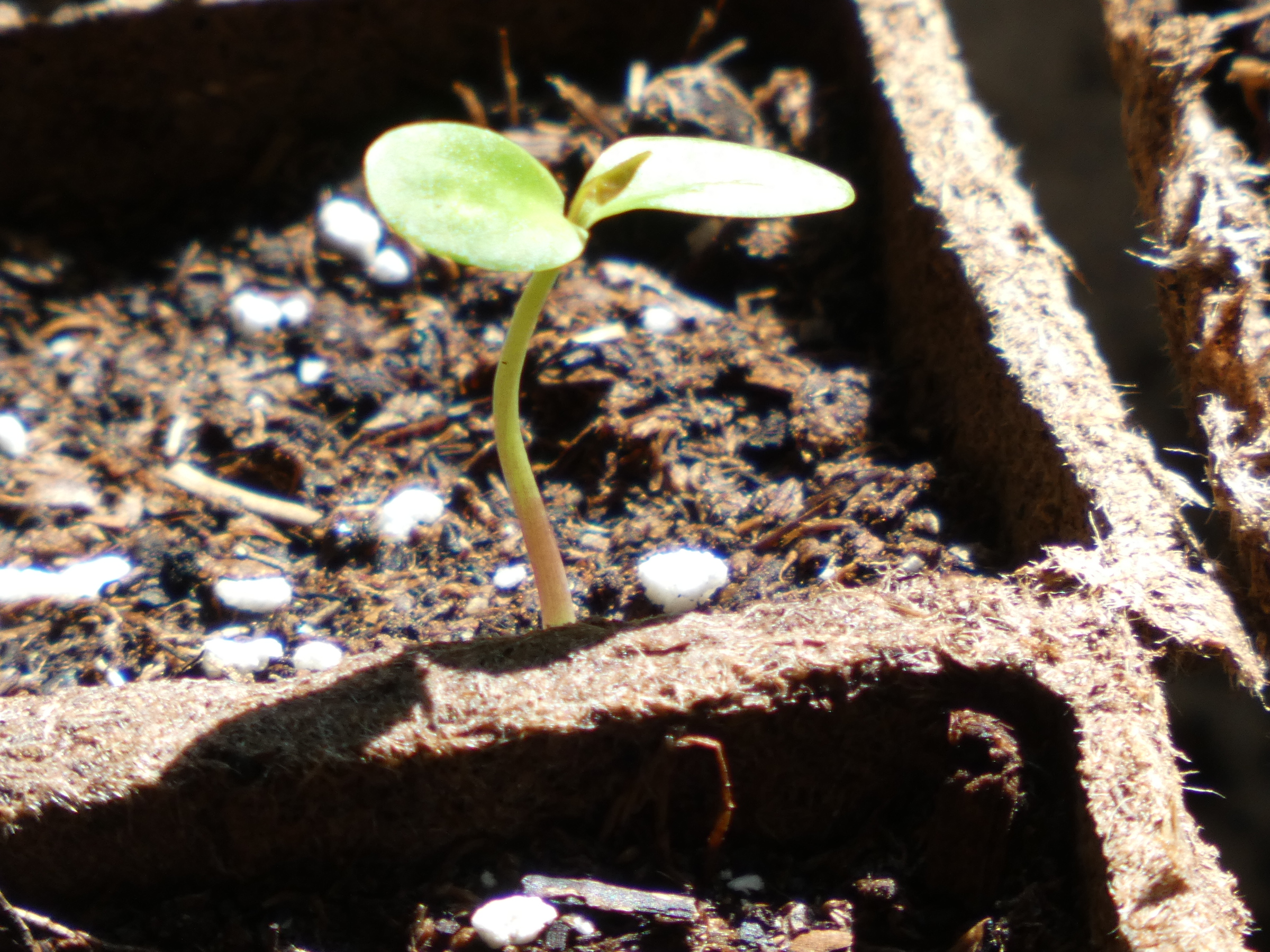
Bougainvillea-Sämling. Die Pflanzen können aus Samen gezogen werden; da die Keimrate gering ist, werden sie jedoch meist aus Stecklingen gezogen.

Wegen ihrer farbenprächtigen Hochblätter und der Fähigkeit, Mauern und Zäune zu überwachsen, werden sie häufig als Zierpflanzen genutzt. In Kultur finden sich drei der 18 Arten der Gattung, von denen es einige Sorten gibt. Zu den kultivierten Arten gehören Bougainvillea glabra, Bougainvillea spectabilis, Bougainvillea peruviana und ihre Hybriden.